# Spirit of Race
Spirit of Race est une écurie de sport automobile suisse.

## Historique

### United SportsCar Championship (depuis 2014)

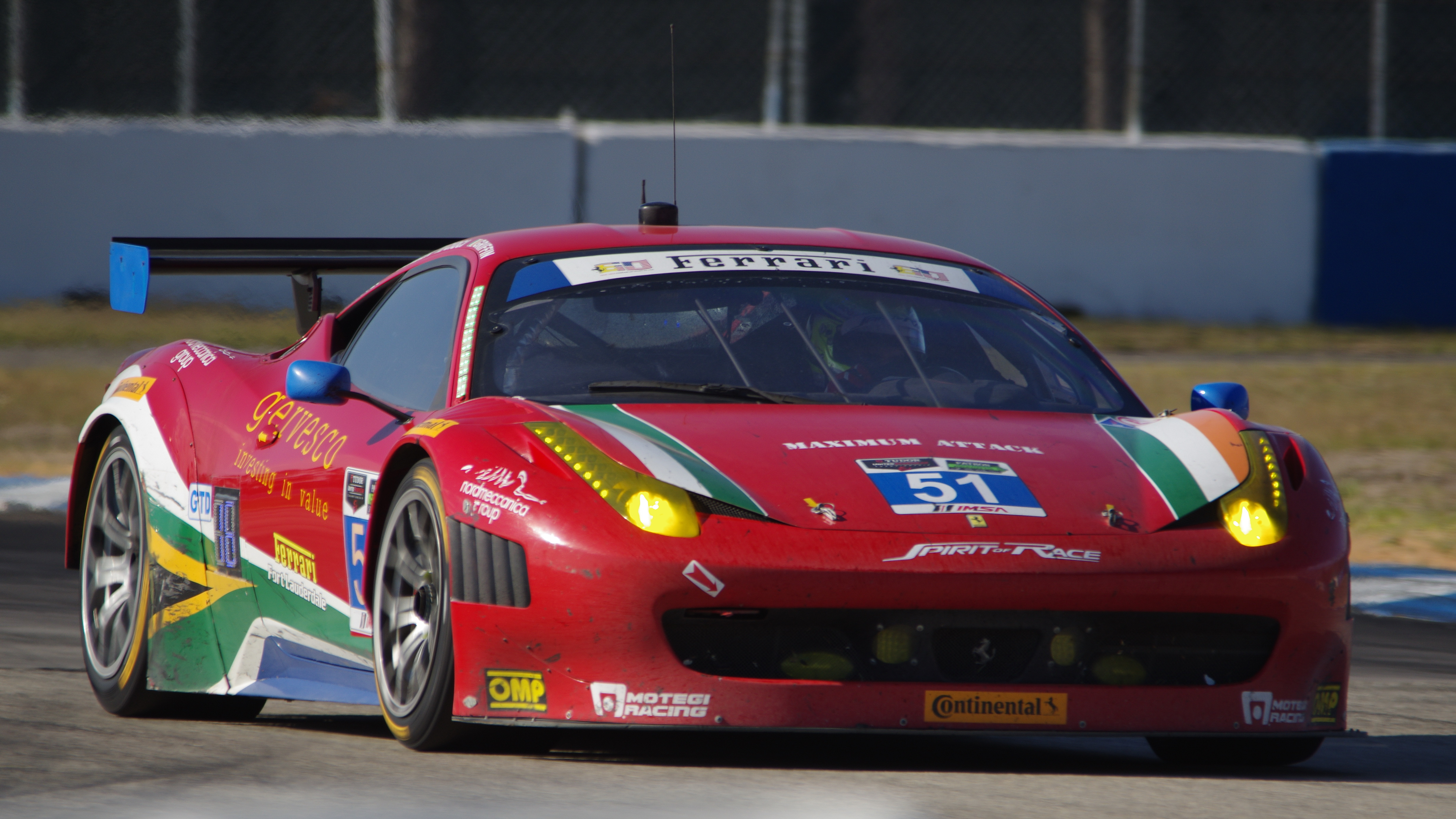
La Ferrari 458 Italia GT3 no 51 lors des 12 Heures de Sebring 2014.

En 2017, l'écurie participe aux 24 Heures de Daytona avec une Ferrari 488 GT3 engagée dans la catégorie GTD (pour Grand Tourisme Daytona).

### Championnat du monde d'endurance FIA (depuis 2017)
Toujours en 2017, l'écurie participe au championnat du monde d'endurance FIA avec une Ferrari 488 GTE dans la catégorie GTE Am. Miguel Molina, qui a déjà roulé pour Audi en DTM, Francesco Castellacci ainsi que Thomas Flohr sont choisis pour la piloter. Une auto supplémentaire est engagée aux 24 Heures du Mans. Seul le pilote Duncan Cameron est officialisé,,,,,, tandis que le support technique est assuré par l'écurie italienne AF Corse. 

### International GT Open (depuis 2017)
En parallèle à l'engagement des Ferrari 488 GTE en championnat du monde d'endurance, l'écurie hélvétique aligne une Ferrari 488 GT3 en International GT Open.

### Blancpain GT Series Asia (depuis 2017)
En 2017 aussi, l'écurie engage trois Ferrari 488 GT3 en Blancpain GT Series Asia.

## Résultats en Championnat du monde d'endurance FIA
| Saison    | Écurie         | Châssis         | Moteur                        | Pneus    | Numéro | Courses | Courses | Courses | Courses | Courses | Courses | Courses | Courses | Courses | Points inscrits | Classement |
| Saison    | Écurie         | Châssis         | Moteur                        | Pneus    | Numéro | 1       | 2       | 3       | 4       | 5       | 6       | 7       | 8       | 9       | Points inscrits | Classement |
| --------- | -------------- | --------------- | ----------------------------- | -------- | ------ | ------- | ------- | ------- | ------- | ------- | ------- | ------- | ------- | ------- | --------------- | ---------- |
| 2017      | Spirit of Race | Ferrari 488 GTE | Ferrari F154CB 3.9 L Turbo V8 | Michelin | 54     | SIL     | SPA     | LMS     | NÜR     | MEX     | CDA     | FUJ     | SHA     | BHR     | 117             | 4e         |
| 2017      | Spirit of Race | Ferrari 488 GTE | Ferrari F154CB 3.9 L Turbo V8 | Michelin | 54     | Abd     | 4e      | 12e     | 2e      | 4e      | 3e      | 1er     | Abd     | 3e      | 117             | 4e         |
| 2018-2019 | Spirit of Race | Ferrari 488 GTE | Ferrari F154CB 3.9 L Turbo V8 | Michelin | 54     | SPA     | LMS     | SIL     | FUJ     | SHA     | SEB     | SPA     | LMS     |         | 99              | 4e         |
| 2018-2019 | Spirit of Race | Ferrari 488 GTE | Ferrari F154CB 3.9 L Turbo V8 | Michelin | 54     | 8e      | 2e      | 9e      | 5e      | 4e      | 2e      | 4e      | 12e     |         | 99              | 4e         |